# Кубок Украинской ССР по футболу 1937
Первый розыгрыш Кубка УССР состоялся с 24 апреля по 18 мая 1937 года, участие в соревнованиях приняло 39 команд. Обладателем приза стало киевское «Динамо».

## 1/32 финала
| Город          | Команда                      | Счёт | Команда                                         |
| -------------- | ---------------------------- | ---- | ----------------------------------------------- |
| Чернигов       | «Динамо» (Чернигов)          | 3:1  | «Коммуна им. Балицкого» (Прилуки)               |
| Киев           | «Вымпел» (Киев)              | 2:3  | «Зенит» (Киев)                                  |
| Кривой Рог     | «Динамо» (Кривой Рог)        | -:+  | «Локомотив» (Ясиноватая)                        |
| Винница        | «Спартак» (Винница)          | 3:0  | «Динамо» (Могилёв-Подольский)                   |
| Днепропетровск | «Локомотив» (Днепропетровск) | 3:1  | «Сталь» (завод им. К.Либкнехта, Днепропетровск) |
| Харьков        | «Сталинец» (Харьков)         | 4:1  | «Канатный завод им. Петровского» (Харьков)      |
| Харьков        | «Здоровье» (Харьков)         | 3:2  | «Локомотив» (Харьков)                           |

## 1/16 финала
| Город           | Команда                                         | Счёт | Команда                                       |
| --------------- | ----------------------------------------------- | ---- | --------------------------------------------- |
| Чернигов        | «Динамо» (Чернигов)                             | 1:4  | «Сельмаш» (Харьков)                           |
| Краматорск      | «Завод им. Орджоникидзе» Краматорск)            | 3:0  | «Зенит» (Киев)                                |
| Николаев        | «Завод им. А.Марти» (Николаев)                  | 3:0  | «Здоровье» (Харьков)                          |
| Одесса          | «Завод КинАп» (Одесса)                          | 2:4  | «Динамо» (Киев)                               |
| Ворошиловск     | «Завод им. Ворошилова» (Ворошиловск)            | 1:2  | «Динамо» (Днепропетровск)                     |
| Харьков         | «ХТЗ» (Харьков)                                 | 9:1  | «Локомотив» (Одесса)                          |
| Сталино         | «Зенит» (завод им. Коваля, Сталино)             | 1:2  | «Спартак» (Харьков)                           |
| Серго           | «Стахановец» (Серго)                            | 3:1  | «Локомотив» (Ясиноватая)                      |
| Запорожье       | «Локомотив» (Запорожье)                         | 5:2  | «Зенит» (завод № 183 им. Коминтерна, Харьков) |
| Одесса          | «Динамо» (Одесса)                               | 3:1  | «Крылья Советов» (Запорожье)                  |
| Винница         | «Спартак» (Винница)                             | 0:3  | «Стахановец» (Сталино)                        |
| Ворошиловград   | «Дзержинец» (Ворошиловград)                     | 3:1  | УДКА (Киев)                                   |
| Днепропетровск  | «Локомотив» (Днепропетровск)                    | 1:3  | «Динамо» (Харьков)                            |
| Днепропетровск  | «Сталь» (завод им. Петровского, Днепропетровск) | 3:2  | «Локомотив» (Киев)                            |
| Днепродзержинск | «Сталь» (Днепродзержинск)                       | 2:1  | «Сталь» (завод им. Фрунзе, Константиновка)    |
| Харьков         | «Сталинец» (Харьков)                            | 1:3  | «Спартак» (Киев)                              |

## 1/8 финала
| Город           | Команда                        | Счёт | Команда                                         |
| --------------- | ------------------------------ | ---- | ----------------------------------------------- |
| Николаев        | «Завод им. А.Марти» (Николаев) | 3:4  | «Динамо» (Киев)                                 |
| Харьков         | «Сельмаш» (Харьков)            | 1:2  | «Завод им. Орджоникидзе» Краматорск)            |
| Днепропетровск  | «Динамо» (Днепропетровск)      | 3:2  | «ХТЗ» (Харьков)                                 |
| Харьков         | «Спартак» (Харьков)            | 4:0  | «Стахановец» (Серго)                            |
| Запорожье       | «Локомотив» (Запорожье)        | 0:4  | «Динамо» (Одесса)                               |
| Сталино         | «Стахановец» (Сталино)         | 2:1  | «Дзержинец» (Ворошиловград)                     |
| Харьков         | «Динамо» (Харьков)             | 4:1  | «Сталь» (завод им. Петровского, Днепропетровск) |
| Днепродзержинск | «Сталь» (Днепродзержинск)      | 3:6  | «Спартак» (Киев)                                |

## Четвертьфиналы
| Город          | Команда                              | Счёт | Команда                |
| -------------- | ------------------------------------ | ---- | ---------------------- |
| Харьков        | «Динамо» (Харьков)                   | 3:1  | «Спартак» (Киев)       |
| Краматорск     | «Завод им. Орджоникидзе» Краматорск) | 0:1  | «Динамо» (Киев)        |
| Днепропетровск | «Динамо» (Днепропетровск)            | 4:2  | «Спартак» (Харьков)    |
| Одесса         | «Динамо» (Одесса)                    | 3:1  | «Стахановец» (Сталино) |

## Полуфиналы
| Город  | Команда           | Счёт | Команда                   |
| ------ | ----------------- | ---- | ------------------------- |
| Киев   | «Динамо» (Киев)   | 8:0  | «Динамо» (Днепропетровск) |
| Одесса | «Динамо» (Одесса) | 2:0  | «Динамо» (Харьков)        |

## Финал
| 18 мая, 1937 | \| «Динамо» Киев \| 4:2 д.в. \| «Динамо» Одесса \| \| Гончаренко 53′ · Шиловский 70′ · Махиня 94′, 103′ \| Голы \| 35′ (авт.) Клименко · 61′ (пен.) Орехов \| | «Динамо» им. Балицкого, Киев Зрителей: 40000 Судья: Иоселевич (Харьков) |
| · Динамо (Киев): Трусевич, Правоверов, Клименко, Тютчев, Коротких, Лившиц, Кузьменко, Гончаренко, Шиловский, Щегоцкий, Комаров, Махиня, Идзковский, Корнилов · Главный тренер: Михаил Товаровский · Динамо (Одесса): Михальченко, Волин, Табачковский, Хижников, Хейсон, Токарь, Калашников, Малхасов, Орехов, Борисевич, Сосицкий, Гичкин · Главный тренер: Герман Бланк · : Борисевич, Табачковский | |                                                                         |
| «Динамо» Киев | 4:2 д.в. | «Динамо» Одесса                                                         |
| Гончаренко 53′ · Шиловский 70′ · Махиня 94′, 103′ | Голы | 35′ (авт.) Клименко · 61′ (пен.) Орехов                                 |